# Beatrica Švapska
Beatrica Švapska (1198. – 11. kolovoza 1212.) bila je članica Kuće Hohenstaufen te njemačka kraljica i carica. Rođena je u Wormsu, Frankonija.
Beatrica je bila najstarija kći i prvo dijete Filipa Švapskoga i njegove supruge, bizantske princeze Irene Angeline. Filip je izabran za njemačkog kralja („kralj Rimljana“) 8. ožujka 1198. godine, a 1203., počeo je planirati zaruke svoje kćeri Beatrice za nećaka pape Inocenta III., kako bi zadobio papinu naklonost. Međutim, Filipov je plan propao. Beatrica je uskoro ostala bez oba roditelja – otac Filip je ubijen, a majka Irena preminula je nakon poroda.
Oton IV., rival Beatricina oca, izabran je za kralja 1208., a podupirali su ga mnogi koji su prije bili na Filipovoj strani. Papa Inocent okrunio je Otona za cara Svetog Rimskog Carstva 4. listopada 1209. godine. Beatrica – u dobi od jedanaest godina – zaručena je za Otona. Budući da je Beatrica/Beatricija bila povezana s dinastijom Welfa, zatražena je papinska dozvola za brak; Inocent je dozvolio brak kako bi dobio donacije.
Dana 22. srpnja 1212. Oton se napokon oženio Beatricom, koja se uskoro teško razboljela i umrla.